# 假蓬属
假蓬属（学名：Conyza），又名白酒草属，是菊科下的一个属，为草本植物。该属共有60种，分布于温带和亚热带地区。
属名Conyza源于希腊语konyza，一种恶臭植物。